# 벨러야테 파키
벨러야테 파키(페르시아어: ولایت فقیه Velâyat-e Faqih, 아랍어: وِلاَيَةُ ٱلْفَقِيهِ 윌라야트 알파키(Wilāyat al-Faqīh)[*]→율법학자의 후견)란 12이맘파 시아 이슬람교의 개념이다. “무류한 이맘”이 재림할 때까지 무슬림 세계의 종교적 사회적 문제는 정당한 시아파 율법학자들(파키)이 다스려야 한다는 것이다. 그 다스리는 소관이 어디까지 미치는지에 관해서는 논쟁이 있다.
벨러야테 파키는 종종 루홀라 호메이니가 수립한 이란 이슬람 공화국 체제를 설명할 때 호명된다. 호메이니는 이 율법학자의 후견이라는 것을 사회와 국가를 통치하는 “절대적 후견”으로 급진화했다. 이것을 벨러야테 모틀라카예 파키(페르시아어: Velayat-e Motlaqaye Faqih→율법학자의 절대적 후견)이라고 하며, 이란 이슬람 공화국 헌법을 구성하는 근본 이념이 된다.
하지만 모든 시아파 율법학자들이 호메이니 학파의 해석에 동의하는 것은 아니다. 다른 학파에서는 율법학자의 후견이라는 것을 분쟁조정이나, 고아·정신질환자 등 자기방어능력을 상실한 약자를 보호하는 것 등으로 보다 협소하게 해석한다.